# Паноптизм
Паноптизм (від грецького panoptes «всевидячий») — це термін, введений французьким філософом Мішелем Фуко, який описує посилення механізмів нагляду та контролю й, в результаті, соціального конформізму особистості під час розвитку західного суспільства починаючи з 18 століття.
Термін «паноптизм» заснований на архітектурному проєкті ідеальної в’язниці, «паноптикону», Джеремі Бентама.

## Паноптизм як феномен
За словами Фуко, у XVIII столітті на тлі «пробудження інтересу до людського тіла» виник більш ефективний механізм контролю та дисциплінації суспільства завдяки зміні продуктивних відносин у напрямку капіталізму, що був ефективнішим за традиційні репресивні методи.
Ця «мікрофізика влади» побудована на формі примусу, яка все більше контролює та регулює населення через розгалужену мережу дисциплінарних установ (школи, військові установи, лікарні тощо) й поширюється на всі сфери суспільства. Також паноптикон може служити для лікування хворих і як лабораторія, наприклад, для експериментів з ліками та їхніми ефектами.

Принцип дії паноптизму полягає в усвідомленні особи в постійній можливості спостереження за нею її наглядачами: «Людина, яка підлягає нагляду і знає про це, бере на себе примусові засоби самопідкорення і грає ними проти себе; вона інтерналізує в собі баланс сил, в якому вона виконує обидві ролі одночасно; вона стає принципом власного підкорення» 

Незалежно від того, чи відбувається фактичний нагляд, особа, яка потенційно може бути під наглядом, самодисциплінується, адаптуючи свою поведінку до поставлених нормативних очікувань, покладених на неї. Протягом тривалого періоду цей механізм призводить до внутрішнього усвідомлення очікуваних норм і, таким чином, від дорогоцінного зовнішнього примусу (з точки зору тих, хто встановлює норми), до економічно ефективного самопримусу (самодисципліни). Це «дає владу  розуму над розумом» і є методом досягнення влади «у масштабах, раніше невідомих», «великий і новий інструмент управління».

## Паноптикум Бентама
Паноптикон Бентгема мав забезпечити ідеальний нагляд за в'язнями при мінімальних витратах на персонал. Побудований він у формі округлої споруди з вікнами й камерами вздовж зовнішнього кола, орієнтованими лише всередину. По центру округлого двору знаходиться вартова вежа. 
Подальший розвиток цього принципу призвів до появи додаткових зон спостереження, розташованих в концентрованих колах таким чином, що самі спостерігачі, в свою чергу, також перебувають під наглядом, і, отже, можуть виконувати поставлене перед ними завдання найбільш дисципліновано. Фінальним етапом цих міркувань є мережа наглядачів під наглядом, чия суб’єктивна свобода визначена або обмежена внутрішньо усвідомленою владою через паноптизм.

## Паноптизм як інструмент аналізу
Філософсько-теоретичні роздуми про паноптизм можуть бути використані для аналізу сучасних силових структур. Важливими питаннями є:
- Хто або що встановлює норми, які внутрішньо усвідомлюються за допомогою паноптичного принципу?
- За допомогою яких інструментів, технічних розробок та їх (потенційних) практичних застосувань сьогодні здійснюються дисциплінарні обмеження? Ключові слова тут включають, наприклад, відеоспостереження, телефонне спостереження, пошук у мережі.

## Критика
Фуко в своїх аналізах не висловлював той факт, що паноптична модель Бентема ніде не була побудована в Європі. Існувало лише дві будівлі, реалізовані за допомогою цією моделі: в штаті Іллінойс (США) і на Кубі (див. вище). Таким чином, ідеї архітектури в'язниць Бентема виявилися не такими й суттєвими, якими їх намагався показати Фуко в своїх викладах.
Концепцію паноптизму часто використовують як теоретичний каркас та метод пояснення, особливо в контексті відеоспостереження. Завдяки просторовій незамкненості зон відеоспостереження в повсякденному міському житті, а також через юридичні можливості (право на інформацію згідно із законом про захист даних) і технологічну самовладу суб’єктів моніторингу, теоретичний підхід паноптизму неодноразово визнавався неадекватним у науковій дискусії.   Проте нещодавне дослідження віденського соціолога Роберта Ротмана надало емпіричні докази того, що паноптичну асиметрію влади, створену відеоспостереженням, неможливо усунути, попри існуючі вимоги щодо захисту даних, і таким чином підтвердило теоретичну концепцію паноптизму.  

## Дивись також
- Пастирська влада (Фуко), субвлада (Фуко)
- Інформаційне самовизначення, анонімність
- Постпаноптикум
- INDECT – суперечливий дослідницький проєкт ЄС щодо повного відеоспостереження в громадських місцях
- Total Information Awareness – припинений проєкт США щодо повної інформаційної обізнаності
- ADVISE – Програма-наступник програми Total Information Awareness Program